# Васильев, Алексей Александрович (Герой Советского Союза)
Алексей Александрович Васильев (1919—1985) — полковник Советской Армии, участник Великой Отечественной и советско-японской войн, Герой Советского Союза (1945).

## Биография

Могила Васильева на Кунцевском кладбище Москвы.

Алексей Васильев родился 18 февраля 1919 года в деревне Стародворье (ныне — Ломоносовский район Ленинградской области) в крестьянской семье. Окончил семь классов школы, после чего работал шлифовальщиком на станкостроительном заводе в Ленинграде.
В 1939 году Васильев был призван на службу в Рабоче-крестьянскую Красную Армию. В 1940 году он вступил в ВКП(б). В 1941 году окончил Саратовскую военную авиационную школу пилотов. С июня того же года — на фронтах Великой Отечественной войны.
24 апреля 1942 года над Ленинградом Васильев совершил воздушный таран вражеского самолёта. К декабрю 1944 года старший лейтенант Алексей Васильев был заместителем командира эскадрильи 340-го авиаполка 4-го гвардейского авиакорпуса 18-й воздушной армии АДД СССР. К тому времени он совершил 260 боевых вылетов, 237 из которых — в тёмное время суток.
Указом Президиума Верховного Совета СССР от 29 июня 1945 года старший лейтенант Алексей Васильев был удостоен высокого звания Героя Советского Союза с вручением ордена Ленина и медали «Золотая Звезда» за номером 8784.
Принимал участие в советско-японской войне. После её окончания продолжал службу в Советской Армии. В 1949 году окончил Высшие офицерские лётно-тактические курсы. В 1979 году в звании полковника Васильев был уволен в запас. Проживал и работал в Москве. Умер 30 сентября 1985 года, похоронен на Кунцевском кладбище.
Был награждён двумя орденами Ленина, двумя орденами Красного Знамени, орденом Отечественной войны 1-й степени, двумя орденами Красной Звезды, а также рядом медалей.